# Campionato americano femminile di pallacanestro 2019
Il 15º Campionato americano femminile di pallacanestro FIBA (noto anche come FIBA Women's AmeriCup 2019) si è svolto dal 22 al 29 settembre 2019 a San Juan, a Porto Rico.

## Classifica finale
| Campione d'America | Campione d'America | Campione d'America |
| --- | ------------------ | --- |
| Stati Uniti13 Fowles, 14 Charles, 20 Sykes, 21 Canada, 22 DeShields, 24 Collier, 30 Williams, 31 Dolson, 33 Samuelson, 34 Ogunbowale, 41 Sessions, 42 Nelson-Ododa, All. Dawn Staley |                    | |
| Argento | Canada             | Canada4 Hill, 6 Carleton, 7 Raincock-Ekunwe, 8 Gaucher, 9 Ayim, 10 Langlois, 12 Weisner, 13 Colley, 14 Alexander, 15 Edwards, 22 Hamblin, 23 Dornstauder, All. Lisa Thomaidis |
| Bronzo | Brasile            | Brasile3 Ramona, 5 Rapha Monteiro, 7 Patty, 8 Tainá, 10 Tati, 11 Clarissa, 12 Damiris, 14 Érika, 18 Débora, 23 Alana, 31 Nádia, 97 Mari Dias, All. José Neto                  |
| 4. | Porto Rico         | Porto Rico0 O'Neill, 2 Meléndez, 3 Maldonado, 5 Rosado, 9 Gibson, 11 Roma, 12 Salamán, 20 Kuzmanic, 22 Canales, 24 Gwathmey, 25 Quiñones, 33 Pagán, All. Jerry Batista        |
| 5. | Colombia           | Colombia4 Ríos, 5 Coy, 6 Paz, 7 Caicedo, 8 López, 9 Palacio, 10 Martínez, 11 Arias, 12 Muñoz, 14 Venté, 15 González, All. Luis Cuenca                                         |
| 6. | Cuba               | Cuba0 Colas, 2 Martínez, 9 Amargo, 10 García, 15 Ávila, 17 Jourdain, 20 Bécquer, 21 Calvo, 55 Tornell, 56 Galindo, 80 Neyra, 83 Vargas, All. Margarito Pedroso                |
| 7. | Rep. Dominicana    | Rep. Dominicana1 Hernández, 2 Marte, 4 Zapata, 5 Morton, 6 Estrella, 7 Evangelista, 8 Frías, 9 Cáceres, 10 Guerrero, 12 Jones, 13 Reynoso, 15 Monsac, All. Teresa Durán       |
| 8. | Argentina          | Argentina1 Delabarba, 2 García, 5 D'Urso, 6 Llorente, 7 Ale, 8 Boquete, 9 Fiorotto, 10 Burani, 13 González, 14 Aispurúa, 15 Marchizotti, 22 Pérez, All. Leonardo Costa        |
| 9. | Messico            | Messico3 Soto, 4 Pardo, 5 Luna, 6 Ávila, 8 Beltrán, 9 Ramírez, 10 Castañeda, 11 Ascencio, 12 Estrada, 13 Romo, 14 Valenzuela, 50 Taylor, All. Tomás Canizalez                 |
| 10. | Paraguay           | Paraguay3 Peralta, 4 Peña, 5 Ferrari, 7 Hüttemann, 8 Quevedo, 9 Rojas, 10 Ghiringhelli, 11 Caraves, 12 Gómez, 13 Niz, 14 Ibarra, 20 Pérez, All. Juan Pablo Feliu              |